# Корсов, Богомир Богомирович
Богомир Богомирович Корсов (имя и фамилия при рождении — Готфрид Готфридович Геринг; 1845, Санкт-Петербург, Российская империя — 1920, Тифлис, Грузинская Демократическая Республика) — русский оперный певец (баритон). Заслуженный артист Императорских театров (1894).

## Биография

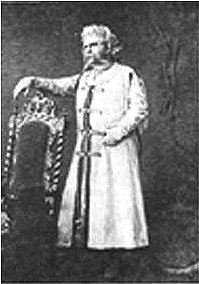
Корсов в роли Мазепы, Большой театр, 1884

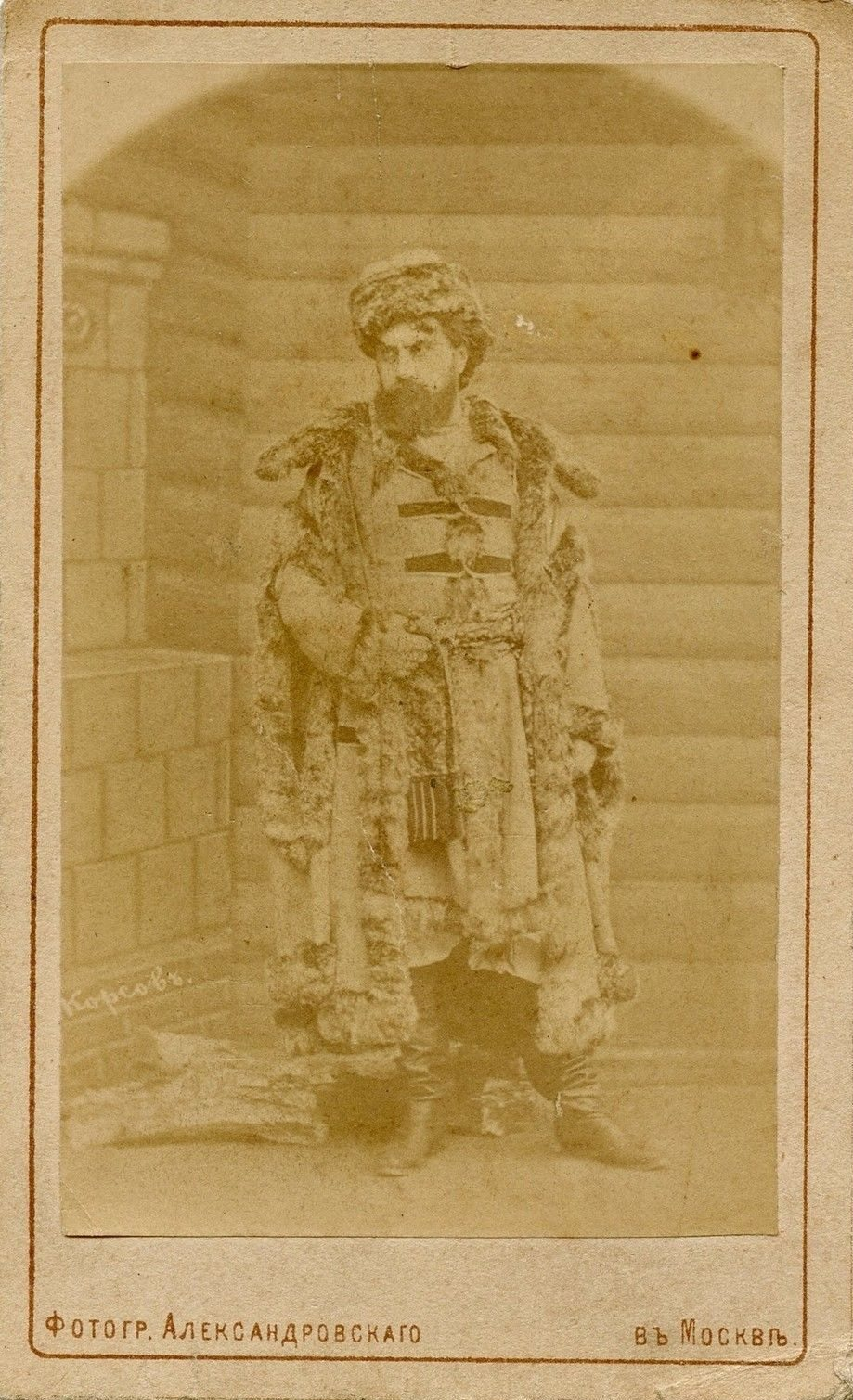
Корсов в роли, 1880-е

Богомир Корсов родился в 1845 году в городе Санкт-Петербурге в семье врача-гомеопата. С 9 лет учился пению у Луиджи Пиччиоли. Образование получал сначала в Петербургском строительном училище, а с 1861 года в Академии Художеств, — на отделении архитектуры, по окончании которого в 1864 году уехал в Милан, где брал уроки вокала у Джованни Корси (отсюда его сценическая фамилия); также в 1865—1866 годах занимался в Парижской консерватории и одновременно посещал лекции в Сорбонне, в 1867 году брал уроки пения у Э. Делле Седие. Дебютировал в 1868 году в Туринском театре.
В 1869 году был принят в состав Императорской Петербургской русской оперы, дебютировал в Петербурге на сцене Мариинского театра в партии Графа ди Луны. Богомир Корсов выступал и в Москве, на сцене Большого театра, куда окончательно перешёл в 1882 году. По словам одного из критиков, «с первых же появлений Корсова в Москве интерес в публике к национальной опере настолько возрос, что решено было упразднить Итальянскую оперу». Вёл также и концертную деятельность. В 1894 году получил звание заслуженного артиста императорских театров. В 1905 году оставил сцену.
В 1907 году Богомир Корсов открыл в Москве сценические курсы для оперных артистов. С 1916 года был профессором Тифлисского музыкального училища.
Богомир Богомирович Корсов умер в 1920 году в городе Тифлисе.
Жена: знаменитая певица (контральто) Александра Павловна Крутикова.
Дочь — Люсет Богомировна Корсова (1871—1955), артистка оперы (лирико-колоратурное сопрано), камерная певица и педагог.

## Творчество
Оперный репертуар певца насчитывал 42 партии. Был первым исполнителем партий Мазепы («Мазепа» Чайковского, 1884), Алеко («Алеко» Рахманинова) и др.
Партии: Риголетто («Риголетто»), Яго («Отелло») и Жермон («Травиата» Верди); Борис («Борис Годунов» Мусоргского), Петр («Вражья сила» Серова), Демон («Демон» Рубинштейна), Мизгирь («Снегурочка» Римского-Корсакова) и др.